# فرودگاه خان جهان علی
فرودگاه خان جهان علی (به انگلیسی: Khan Jahan Ali Airport) یک فرودگاه همگانی است . این فرودگاه در کشور بنگلادش قرار دارد .